# Cycloramphus acangatan
Espèce
Statut de conservation UICN

 VU B1ab(iii) : Vulnérable
Cycloramphus acangatan est une espèce d'amphibiens de la famille des Cycloramphidae.

## Répartition
Cette espèce est endémique de l'État de São Paulo au Brésil. Elle se rencontre dans la serra de Paranapiacaba à Cotia, Ibiúna, Juquitiba, Piedade, Pilar do Sul, Ribeirão Grande, São Bernardo do Campo et Santo André.

## Description
Les mâles mesurent de 33 à 43 mm et les femelles de 44 à 48 mm.

## Publication originale
- Verdade & Rodrigues, 2003 : A new species of Cycloramphus (Anura, Leptodactylidae) from the Atlantic Forest, Brazil. Herpetologica, vol. 59, no 4, p. 513-518 (texte intégral).